# Haroon Ismail
Haroon Ismail (Salisbury, 27 febbraio 1955) è un ex tennista zimbabwese.

## Carriera
In carriera ha raggiunto una finale nel singolare al Dutch Open nel 1980. Nei tornei del Grande Slam ha ottenuto il suo miglior risultato raggiungendo i quarti di finale di doppio misto all'Open di Francia nel 1982, in coppia con la statunitense Sandy Collins.
In Coppa Davis ha disputato un totale di 24 partite, collezionando 12 vittorie e 12 sconfitte.

## Statistiche

### Singolare

#### Finali perse (1)
| Numero | Anno           | Torneo                | Superficie  | Avversario in finale | Punteggio     |
| 1.     | 27 luglio 1980 | Dutch Open, Hilversum | Terra rossa | Balázs Taróczy       | 3-6, 2-6, 1-6 |